# Emmet (Nebraska)
Emmet é uma vila localizada no estado americano de Nebraska, no Condado de Holt.

## Demografia
Segundo o censo americano de 2000, a sua população era de 77 habitantes.
Em 2006, foi estimada uma população de 71, um decréscimo de 6 (-7.8%).

## Geografia
De acordo com o United States Census Bureau, a localidade tem uma área de 0,7 km², sem área coberta por água. Emmet localiza-se a aproximadamente 618 m acima do nível do mar.

## Localidades na vizinhança
O diagrama seguinte representa as localidades num raio de 32 km ao redor de Emmet.